# Guerra noruego-escocesa
La guerra noruego-escocesa fue un conflicto que tuvo lugar entre 1262 y 1266 entre Noruega, bajo el reinado de Haakon IV de Noruega, y Escocia, bajo Alejandro III de Escocia. El conflicto se inició por los desacuerdos sobre la soberanía de las Hébridas, y su única batalla significativa fue la batalla de Largs, de resultado incierto.

## Antecedentes
La soberanía noruega sobre las Hébridas estaba en disputa desde los años 1240, cuando el rey Alejandro II de Escocia intentó convencer al rey Haakon IV de Noruega para que le vendiera estos territorios. Durante casi una década continuaron las negociaciones, que terminaron con la muerte de Alejandro II. Su sucesor, Alejandro III de Escocia, envió en 1262 un ultimátum a Haakon, en el que afirmaba que, si no le vendía las islas, las tomaría por la fuerza.

## La guerra
Haakon respondió a estas amenazas reuniendo una flota de más de 120 barcos, ocupados por leidang (campesinos reclutados para tal efecto), y acudiendo en 1263 a defender las Islas Occidentales. Tras controlar las Hébridas, Haakon se instaló en la isla de Arran, donde inició negociaciones con los escoceses. Alejandro III intentó prolongar las conversaciones lo máximo posible, en espera de las habituales tormentas de otoño, pero Haakon adivinó su intención y decidió atacar antes de lo previsto. Desafortunadamenta para él, las tormentas llegaron antes de lo habitual ese año, y la mayoría de sus barcos quedaron inutilizados. Haakon se retiró entonces durante un breve período para reparar sus barcos, y en octubre de 1263 desembarcó en Largs, dando inicio a la batalla de Largs. 
Debido al mal tiempo, Haakon no pudo desembarcar todas sus fuerzas; de hecho, además de cinco o seis embarcaciones que encallaron en la playa, sólo un barco de refuerzos logró llegar al lugar del enfrentamiento. Los noruegos, en clara inferioridad numérica (800 hombres frente a los 8.000 escoceses, incluidos 500 caballeros armados), fueron atacados primero por los arqueros escoceses y luego por el grueso de su ejército. Cuando intentaron retirarse, desordenadamente, vieron cómo muchas de sus naves se hundían por sobrepeso. Finalmente, los noruegos lograron asegurar su posición de defensa y organizar una retirada ordenada. Al día siguiente, Haakon pidió una tregua para recoger los cadáveres, que Alejandro III concedió. Tras esta breve escaramuza, Haakon se retiró a las Órcadas para pasar el invierno, pero enfermó y murió en diciembre de ese mismo año. Su sucesor, Magnus VI de Noruega, finalmente cedió las posesiones de la Isla de Man y de las Hébridas a Alejandro III en 1266, a cambio de 4000 marcos y otros 100 anuales a perpetuidad. Las condiciones de esta cesión se concretaron en el Tratado de Perth de 1266.

## Consecuencias
Aunque las tensiones entre los noruegos y los escoceses no desaparecieron inmediatamente, con el tiempo sus culturas se entrelazaron en las islas. Esta unión de culturas se celebra actualmente con un festival anual en Largs, donde se peleó la batalla más importante de esta guerra.

- Datos: Q430572